# Bljuštolike
Bljuštolike (lat. Dioscoreales) su biljni red iz razreda monokotiledona (Liliopsida) cvjtnica koji obuhvaća više porodica, to su Burmanniaceae Bl.; Dioscoreaceae R. Br. ili bljuštovke po kojima red nosi ime; Nartheciaceae Bjurzon; Taccaceae Dum.; i Thismiaceae J.G. Agardh.
Bljuštolike nose ime po rodu dioskoreja (Dioscorea), trajnicama i polugrmovima penjačicama. Najpoznatiji predstavnici su različite vrste jama iz roda Dioscorea koji čini važan prehrambeni artikl u mnogim tropskim kulturama, a koristi se gomolj bijlke. Poznate vrste među njima su slonova noga (Dioscorea elephantipes) i “kineski krumpir” (Dioscorea polystachya). Ukupno u tri porodice svrstana su 22 roda sa preko 850 vrsta.
Prema sustavu botaničke klasifikacije Angiospermne filogenijske skupine (APG) red je sadržavao pet porodica: Dioscoreaceae, Burmanniaceae, Taccaceae, Thismiaceae i Tricopodaceae. 

## Opis
Dioscoreales, red cvjetnica, pripada jednosupnicama (karakterizira ih jedan list sjemenke) i sadrži tri porodice, oko 22 roda i više od 1000 vrsta. Prema sustavu botaničke klasifikacije Angiosperm Phylogeny Group (APG), red je sadržavao pet obitelji: Dioscoreaceae, Burmanniaceae, Taccaceae, Thismiaceae i Tricopodaceae. Prema revidiranom sustavu APG II, Taccaceae i Thismiaceae uključene su u Dioscoreaceae, Tricopodaceae su uključene u Burmanniaceae, i Nartheciaceae.
Vrste u ovom redu su cvjetnice ili biljke šumskog tla, a ponekad su aklorofilne i saprofitne. Listovi često imaju bazu bez ovoja, prepoznatljivu peteljku i laminu s mrežastim žilama ili su mali i nalik ljuskama s osnovicom u ovojnici. Cvjetovi su aktinomorfni, dvospolni ili jednospolni (dvodomni), s upadljivom ili smanjenom cvjetnicom. Plodovi su često suhe kapsule ili bobice, a u nekim svojtama sadrže brojne sitne sjemenke. Mnogi članovi Dioscoreales nalaze se u tropskim i suptropskim staništima.